# Adelanto
Adelanto és una població dels Estats Units a l'estat de Califòrnia. Segons el cens del 2000 tenia 18.130 habitants.

## Demografia
Segons el cens del 2000, Adelanto tenia 18.130 habitants, 4.714 habitatges, i 3.841 famílies. La densitat de població era de 130,8 habitants/km².
Dels 4.714 habitatges en un 56,7% hi vivien nens de menys de 18 anys, en un 56,6% hi vivien parelles casades, en un 17,5% dones solteres, i en un 18,5% no eren unitats familiars. En el 14,3% dels habitatges hi vivien persones soles el 3,9% de les quals corresponia a persones de 65 anys o més que vivien soles. El nombre mitjà de persones vivint en cada habitatge era de 3,53 i el nombre mitjà de persones que vivien en cada família era de 3,89.
Per edats la població es repartia de la següent manera: un 38% tenia menys de 18 anys, un 9,1% entre 18 i 24, un 35,2% entre 25 i 44, un 12,6% de 45 a 60 i un 5,1% 65 anys o més.
L'edat mediana era de 27 anys. Per cada 100 dones de 18 o més anys hi havia 123 homes.
La renda mediana per habitatge era de 31.594 $ i la renda mediana per família de 35.254 $. Els homes tenien una renda mediana de 33.971 $ mentre que les dones 25.807 $. La renda per capita de la població era de 10.053 $. Entorn del 21,4% de les famílies i el 24,5% de la població estaven per davall del llindar de pobresa.

## Poblacions més properes
El següent diagrama mostra les poblacions més properes.